# Melinda bengalensis
Melinda bengalensis este o specie de muște din genul Melinda, familia Calliphoridae, descrisă de Nandi în anul 1994.
Este endemică în West Bengal. Conform Catalogue of Life specia Melinda bengalensis nu are subspecii cunoscute.